# Pardubicei kerület
Koordináták: é. sz. 49° 53′ 02″, k. h. 16° 22′ 19″49.883889°N 16.371944°E
Pardubicei kerület (csehül Pardubický kraj) közigazgatási egység Csehország északkeleti részén. Székhelye Pardubice. Lakosainak száma 505 584 fő (2005).

## Földrajz
Keletről az óramutató járásval megegyező irányba az Olomouci kerület, a Dél-morvaországi kerület, a Vysočina kerület, a Közép-csehországi kerület és a Hradec Králové-i kerület határolja. Északi határán az Alsó-Sziléziai vajdasággal (Lengyelország) szomszédos.

## Járások
2005. január 1-től, a legutóbbi kerülethatár módosítás óta területe 4519 km², melyen 4 járás osztozik:
| Név (Cseh név)                                  | Jel | Székhely        | Népesség (fő) | Terület (km²) | Népsűrűség (fő/km²) | Községek száma |
| ----------------------------------------------- | --- | --------------- | ------------- | ------------- | ------------------- | -------------- |
| Chrudimi járás (Okres Chrudim)                  | HK  | Chrudim         | 103 990       | 992,62        | 105                 | 108            |
| Pardubicei járás (Okres Pardubice)              | JC  | Pardubice       | 168 367       | 880,09        | 187                 | 112            |
| Svitavyi járás (Okres Svitavy)                  | NA  | Svitavy         | 104 753       | 1 378,56      | 76                  | 116            |
| Ústí nad Orlicí-i járás (Okres Ústí nad Orlicí) | RK  | Ústí nad Orlicí | 139 050       | 1 258,31      | 111                 | 115            |

## Legnagyobb települések

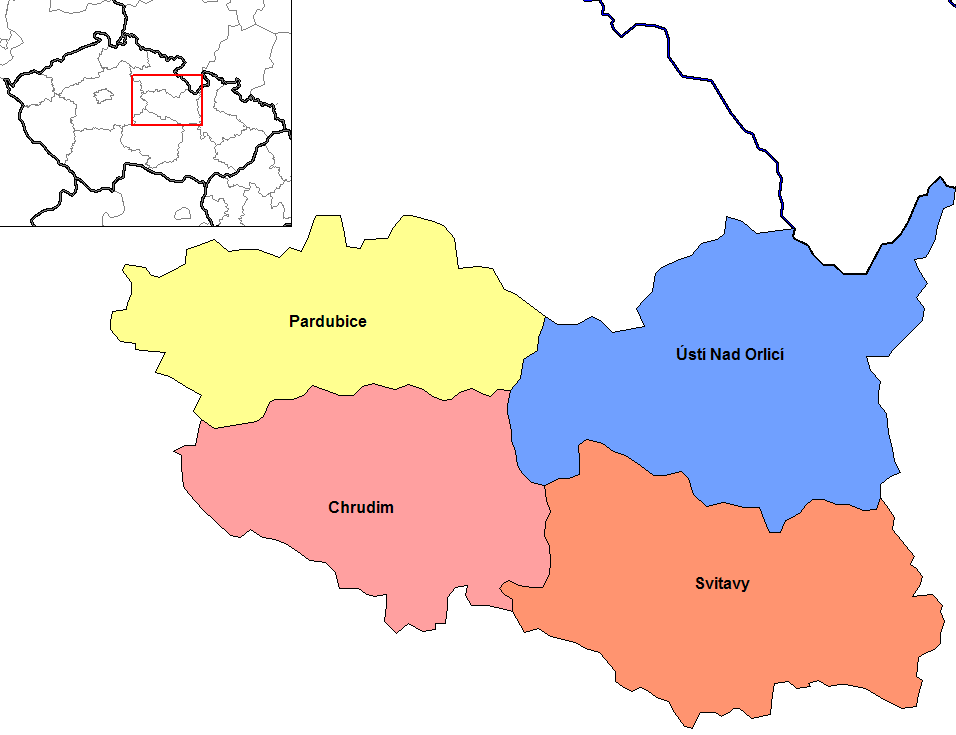
A Pardubicei kerület járásai

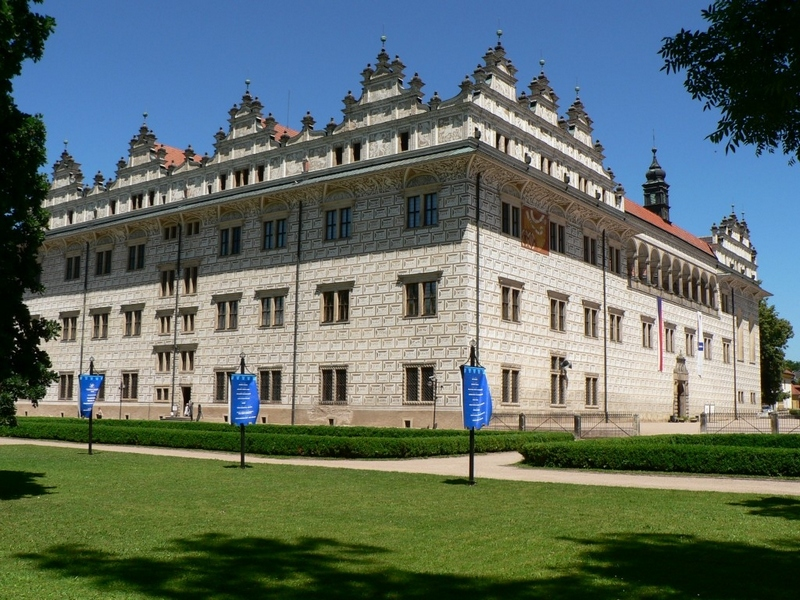
A litomyšli kastély

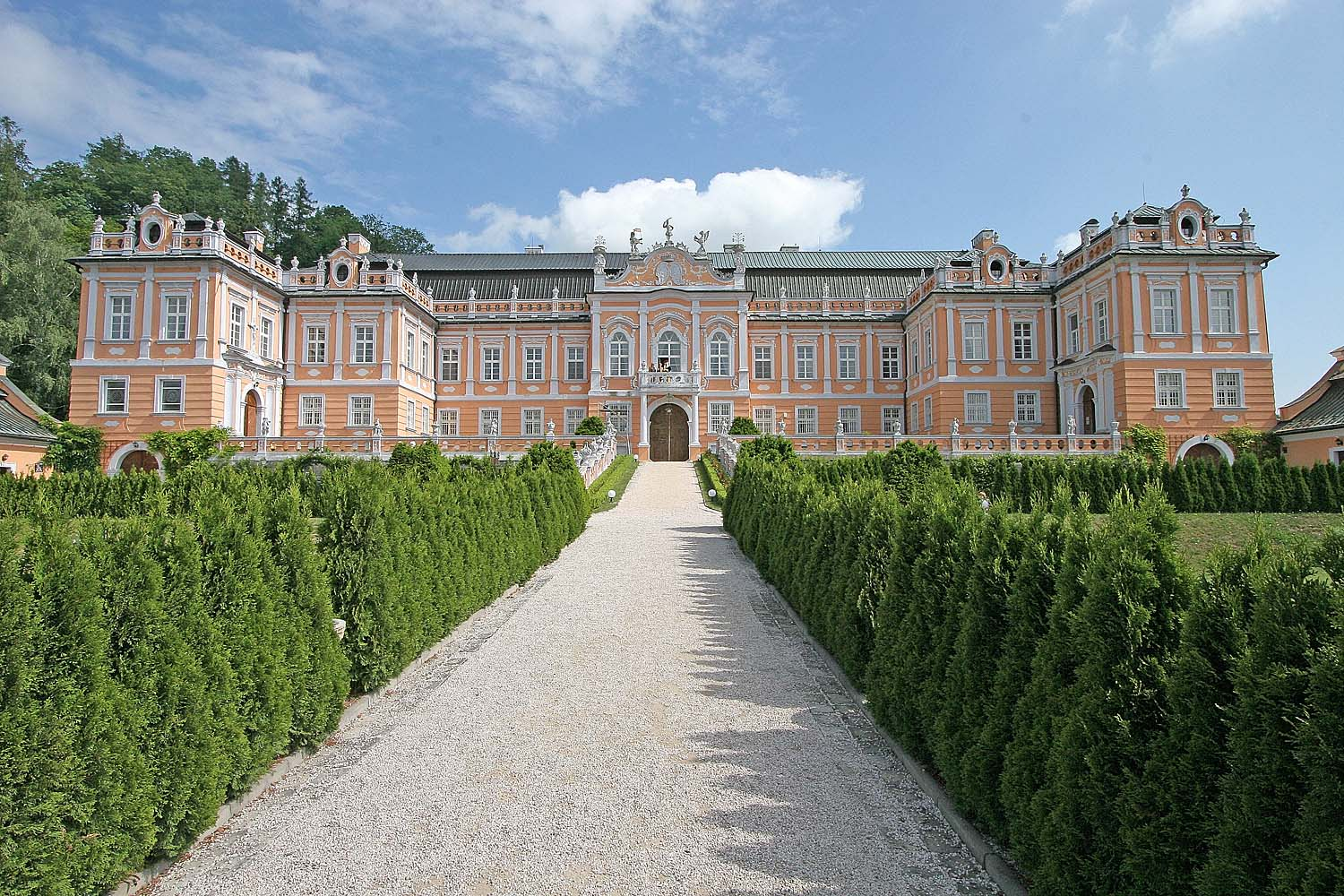
A Nové Hrady-i kastély

| Név              | Lakosság (fő, 2005. december 31.) |
| ---------------- | --------------------------------- |
| Pardubice        | 88.260                            |
| Chrudim          | 23.385                            |
| Svitavy          | 17.248                            |
| Česká Třebová    | 16.533                            |
| Ústí nad Orlicí  | 14.918                            |
| Vysoké Mýto      | 12.432                            |
| Moravská Třebová | 11.251                            |
| Hlinsko          | 10.295                            |
| Litomyšl         | 10.118                            |
| Lanškroun        | 9.807                             |
| Polička          | 9.029                             |
| Choceň           | 8.953                             |
| Přelouč          | 8.467                             |
| Holice           | 6.298                             |
| Letohrad         | 6.202                             |
| Žamberk          | 6.017                             |
| Skuteč           | 5.304                             |

## Fordítás
- Ez a szócikk részben vagy egészben  a   Pardubice Region című angol Wikipédia-szócikk ezen változatának fordításán alapul.  Az eredeti cikk szerkesztőit annak laptörténete sorolja fel. Ez a jelzés csupán a megfogalmazás eredetét és a szerzői jogokat jelzi, nem szolgál a cikkben szereplő információk forrásmegjelöléseként.
- Ez a szócikk részben vagy egészben  a   Pardubický kraj című cseh Wikipédia-szócikk ezen változatának fordításán alapul.  Az eredeti cikk szerkesztőit annak laptörténete sorolja fel. Ez a jelzés csupán a megfogalmazás eredetét és a szerzői jogokat jelzi, nem szolgál a cikkben szereplő információk forrásmegjelöléseként.

## Külső hivatkozások
- Turisztikai portál